# Dhoyin
Dhoyin, ou Dhoyī (धोयिन, धोयी), est un poète indien de langue sanskrite présent à la fin  du XIIe siècle à la cour du roi Lakshmana Sena, dans l'actuel Bengale. Son Pavanadūta, ou Vent messager, est un des plus anciens exemples connus des poèmes de messager écrits en imitation du Meghadūta (Le Nuage messager) de Kālidāsa.
Dhoyin est né dans un clan de brahmanes-baidya (en), le Shaktri gotra Sena. Il était le petit-fils de Srivatsa Sena et le fils de Pundarik Sena. Mahamhopadhyay Bharat Mallik suggère dans son traité généalogique (kulagrantha) Chandraprava que tous les Shaktri gotra Vaidyas du Bengale actuel descendent de lui. Ceux du Bengale occidental descendraient de son fils Kashi Sena, et ceux du Bengale oriental de son fils Kushali. Dhoyi Sena a été gratifié des titres de « Kavikshmapati » et « Chakravarti » par le roi Lakshmana Sena.
Le Pavanaduta raconte l'histoire de Kuvalayavatī, une jeune fille vivant dans le sud qui tombe amoureuse du roi Lakshmana lorsqu'elle le voit au cours de son tour du monde victorieux. Elle demande au vent du sud de transmettre un message au roi à sa cour.
Le thème, comme celui de tous les poèmes de messager, est le « vihara », l'amour dans la séparation. Bien qu'il reprenne comme Kalidasa beaucoup de motifs romantiques traditionnels, le poème de Dhoyin n'est pas un simple pastiche du Meghaduta. Il consacre 48 de ses 104 stances à la description du trajet du vent depuis la montagne de santal (dans le Tamil Nadu actuel) jusqu'au palais du roi Lakshmana à Vijayapura, mais presque autant (38 stances) au message lui-même, dans lequel sont décrits en détail l'état languissant de Kuvalayavatī et les merveilleuses qualités du roi.
Dhoyin semble avoir d'autres objectifs que le rasa, le sentiment esthétique visé traditionnellement par la poésie sanskrite, ne serait-ce qu'en raison de la part proportionnellement importante qu'il consacre au message.